# Basket Club des Serènes de Lunac
Le Basket Club des Serènes de Lunac, désormais Entente Sportive des Serènes de Lunac (ESDS) est un club féminin français de basket-ball basé à Lunac (Aveyron). Durant les saisons 1992–1993 à 1994–1995 (3 saisons), les séniors féminines ont joué en Nationale Féminine 1A du championnat de France, soit le plus haut niveau français.
Aujourd'hui, l'équipe première s'est associée au Basket Club de Rieupeyroux et évolue en Régional 2.

## Évènements marquants

### 5o ans du club
En 2020, le club des Serènes à 50 ans. En raison des restrictions sanitaires, il n'a pas été possible de les fêter. C'est pourquoi les 50 ans des Serènes ont eu lieu le 8 avril 2023.

## Entraîneurs successifs
- Georges Touboul
- Pierre Laval
- Nadine Loupias
- Jean-Paul Pupunat
- Teddy Sokambi
- Vincent Da Sylva

## Joueuses célèbres ou marquantes
- Beth Hunt (USA)[précision nécessaire]
- Sheila Smith
- Anahit Hagopian[précision nécessaire]
- Lioubov Alexandrova[précision nécessaire]
- Tammy Hinchee[précision nécessaire]